# Alpina Blitz
Alpina Blitz in Nigloland (Dolancourt, Grand Est, Frankreich) ist eine Stahlachterbahn vom Modell Mega Coaster des Herstellers Mack Rides, die am 12. April 2014 eröffnet wurde. Sie ist nach Storm im Etnaland die zweite Achterbahn vom Modell Mega Coaster des Herstellers.
Die 719 m lange Strecke erreicht eine Höhe von 33 m. Die Züge erreichen eine Höchstgeschwindigkeit von 83 km/h.

## Züge
Alpina Blitz besitzt zwei Züge mit jeweils vier Wagen. In jedem Wagen können vier Personen (zwei Reihen à zwei Personen) Platz nehmen.